# Premium Aerotec
Premium Aerotec est une entreprise de droit allemand, filiale d'Airbus Group, spécialisée dans la construction de structure métallique et composite d'avions.
La société dispose d'usines à Augsbourg, Varel et Brême, ainsi qu'en Roumanie, à Ghimbav, situé à proximité de Brașov.